# The Blooming Angel
The Blooming Angel is een Amerikaanse filmkomedie uit 1920 onder regie van Victor Schertzinger.

## Verhaal
De universiteit schorst Floss Brannon wegens wangedrag. Ze trouwt met Chester Framm, een arme student die redenaar wil worden. Omdat het stel moeite heeft om het hoofd boven water te houden, brengt Floss een huidcrème op de markt. Chester zal zijn redenaarskunsten gebruiken door vanaf de rug van een olifant reclame te maken voor de crème. Als het dier bezwijkt, wordt Floss door een concurrente beschuldigd van dierenmishandeling. Haar naam wordt gezuiverd, als de olifant tijdens de rechtszaak langs het gerechtshof voorbij wandelt.

## Rolverdeling
| Acteur                | Personage       |
| --------------------- | --------------- |
| Madge Kennedy         | Floss Brannon   |
| Pat O'Malley          | Chester Framm   |
| Margery Wilson        | Carlotta        |
| Arthur Housman        | Ramon           |
| James Robert Chandler | Professor       |
| Vera Lewis            | Tante van Floss |
| F. Blinn              | Appelwaith      |
| William Courtright    | Holbetter       |